# Queen & Slim
Queen & Slim (prt: Queen & Slim; bra: Queen & Slim - Os Perseguidos) é um filme de suspense de drama americano dirigido por Melina Matsoukas, lançado em 2019.

## Sinopse
O casal negro, formado por Queen e Slim, é detido por uma simples infração de trânsito. Repentina e tragicamente a situação se agrava e Slim mata o policial enquanto se defende legitimamente. Fogem aterrorizados e com medo de suas vidas pessoais e profissionais serem destruídas. Então, o vídeo do incidente é publicado na internet e viraliza, e o casal se torna involuntariamente um símbolo de trauma, terror, pesar e dor para o povo de todo o país.

## Elenco
- Daniel Kaluuya como Ernest "Slim" Hines
- Jodie Turner-Smith como Angela "Queen" Johnson
- Bokeem Woodbine como Tio Earl
- Chloë Sevigny como Sra. Shepherd
- Flea como Sr. Johnny Shepherd
- Sturgill Simpson como Policial Reed
- Indya Moore como Deusa
- Benito Martinez como Xerife Edgar
- Jahi Di'Allo Winston como Junior
- Gralen Bryant Banks como Homem Negro Mais Velho
- Dickson Obahor como Grande Homem Negro
- Bryant Tardy como Chubby
- Thom Gossom Jr. como Pai de Slim
- Melanie Halfkenny como Naomi
- Bertrand E. Boyd II como Homem da Flórida

## Produção
O projeto é anunciado em julho de 2018, com Daniel Kaluuya no elenco, Melina Matsoukas dirigindo e James Frey e Lena Waithe no roteiro.
As filmagens começaram em janeiro de 2019 e terminaram em abril do mesmo ano.

## Promoção
O primeiro trailer do filme é lançado em 23 de junho de 2019.

## Distribuição
O filme foi apresentado no AFI Fest em 14 de novembro de 2019 e distribuído nos cinemas dos Estados Unidos a partir de 27 de novembro, e do Brasil, a partir de 30 de janeiro de 2020. Em Portugal, estreou no TVCine Top em 22 de janeiro de 2021.

## Recepção

### Resposta da crítica
O site agregador de avaliações Rotten Tomatoes somou uma aprovação de 83% com base em 231 avaliações, com uma classificação média de 7,4/10. O consenso dos críticos do site diz: "Elegante, provocativo e poderoso, Queen & Slim conta uma emocionante história fugitiva mergulhada em subtexto oportuno e pensativo."

## Reconhecimento
- 2019 - Hollywood Music In Media Awards
  - Nomeação para o melhor álbum da trilha sonora
  - Nomeação para o melhor supervisor da trilha sonora de um filme para Kier Lehman
- 2019 - National Board of Review[12]
  - Melhor nova diretora de Melina Matsoukas
- 2020 - Costume Designers Guild Award[13]
  - Nomeação para as melhores fantasias de um filme contemporâneo com Shiona Turini
- 2020 - Prêmio Sindicato dos Diretores da América[14]
  - Nomeação para o melhor novo diretor de Melina Matsoukas